# Астафьев, Николай Алексеевич
Николай Алексеевич Астафьев (1842—1889) — генерал-майор, военный историк.

## Биография
Получил образование в Пажеском корпусе, службу начал 16 июня 1859 г. прапорщиком в рядах лейб-гвардии Гродненского гусарского полка, откуда, по окончании в 1864 г. курса Николаевской академии Генерального штаба, переведён в последний. В 1871 г. Астафьев был назначен офицером для особых поручений при штабе Кавказского военного округа, в следующем году награждён орденом Св. Станислава 2-й степени, в 1873 г. произведён в полковники и в 1876 г. получил орден Св. Анны 2-й степени.
Выступив участником войны 1877—1878 гг. в Азиатской Турции, получил за отличия Золотое оружие с надписью «За храбрость» (в 1878 г.) и ордена Св. Владимира 4-й степени с мечами и бантом и 3-й степени с мечами (оба ордена в 1879 г.); вслед за тем, по производстве 15 мая 1883 года в генерал-майоры, был утверждён генералом для особых поручений при командующем войсками Кавказского военного округа; был назначен на эту должность ещё 18 мая 1880 года и состоял в этой должности до самой смерти. Имел также орден Меджидие 3-й степени.
В числе поручений, на Астафьева была возложена разработка военно-исторических материалов, относящихся до русско-турецкой войны в Азиатской Турции. Главная научная работа Астафьева, семитомные «Материалы для описания русско-турецкой войны 1877—1878 гг. на Кавказско-Малоазиатском театре», были опубликованы в Санкт-Петербурге и Тифлисе лишь в 1904—1910 гг.
В результате раздела отцовского имущества Н. А. Астафьеву досталось 4000 десятин земли в Кузнецком уезде Саратовской губернии.
Умер 14 (26) января 1889 года в Тифлисе.

## Семья
Был женат на княжне Елене Давидовне Чавчавадзе (1850—1929), дочери генерал-лейтенанта князя Давида Александровича Чавчавадзе. 
У них было трое детей: 
- Нина (1877—?),
- Лидия (1878—?)
- Дмитрий (1884—?).

В 1910 году Дмитрий Николаевич Астафьев продал основную часть архива Астафьевых В. Д. Корганову, который стал обладателем уникальных рукописей, среди которых были: автограф стихотворения А. С. Пушкина «О ты, который сочетал», письма Льва Сергеевича Пушкина, списки и оригиналы лирических произведений А. С. Пушкина («Ода на свободу», «Кинжал», «Юрьеву», «Деревня», «Из письма к В.Л. Пушкину», «Из Гафиза», «Пирующие студенты»), В. Н. Щастного («Язык русский»), А. А. Жандра («Минуты жизни»), Е. Ф. Розена («Спальня»), Ф. Н. Глинки («Скорей же, с чувством на колени», «Потеря»), А. П. Глинки («Россиянка»), А. С. Грибоедова («Хищники на Чегеме»), А. И. Подолинского («Буря»), Н. М. Языкова («Элегия»), Д. П. Ознобишина («Когда по мраморной ступени»), Е. Ростопчиной («Насильный брак»), К. А. Бахтурина («Моя арфа», «Элегия»), А. Измайлова («На 18 февраля 1855 года. День кончины Его Императорского Величества Государя Николая 1-го»), Я. И. Ростовцева («К зоилам поэта»), А. Е. Варламова («Оседлаю коня»), A. Ф. Мерзлякова («Я не думала ни о чём в свете тужить.»); народные песни («Ах ты, батюшка светел месяц!», «Не шуми мати зелёная дубравушка») и другое. Незадолго до своей смерти, в 1926—1929 годах, Корганов подарил архив Астафьевых Государственному культурно-историческому музею ССР Армении (ныне Национальный исторический музей Армении).